# خوشه زمین‌لرزه
خوشه زمین‌لرزه یا گروه زمین‌لرزه (به انگلیسی: Earthquake swarm) به رویدادی لرزه‌ای گفته می‌شود که طی آن یک منطقه به‌طور پیوسته و متوالی تعداد زیادی زمین‌لرزه را در فاصله زمانی کوتاهی تجربه می‌کند. طول زمانی که برای تعریف خوشه زمین‌لرزه به‌کار می‌رود متفاوت است و ممکن است از چند روز متوالی تا چند هفته و ماه متفاوت باشد. خوشه زمین‌لرزه با لرزه‌های ایجادشده بر اثر پس‌لرزه‌ها از این نظر متفاوت است که در خوشه زمین‌لرزه هیچ زمین‌لرزه‌ای به‌طور مشخص لرزه اصلی محسوب نمی‌شود.